# Lake Tanglewood, Teksas
Lake Tanglewood je naselje u američkoj saveznoj državi Teksas. Prema popisu stanovništva iz 2010. u njemu je živjelo 796 stanovnika.